# برودريك ديك
برودريك ديك (بالإنجليزية: Broderick Dyke)‏ هو لاعب كرة مضرب أسترالي، ولد في 31 ديسمبر 1960 في Gumeracha, South Australia ‏ في أستراليا.

## وصلات خارجية
- برودريك ديك على موقع رابطة محترفي التنس (الإنجليزية)
- برودريك ديك على موقع الاتحاد الدولي لكرة المضرب (الإنجليزية)
- برودريك ديك على موقع خلاصة التنس.كوم (الإنجليزية)